# Хранилище золотого запаса США
Хранилище золотого запаса США, известное как Форт-Нокс — укреплённое хранилище, размещённое близ базы армии США в военном городке Форт-Нокс, штат Кентукки. Им управляет министерство финансов США. В хранилище находится большая часть золотых резервов США как и другие драгоценные вещи, принадлежащие федеральному правительству или находящиеся на его хранении. В настоящее время там содержится около 147 млн. тройских унций (4580 метрических тонн) в золотых слитках, более половины золота, находящегося в распоряжении министерства финансов. Хранилище охраняет полиция Монетного двора США.
Министерство финансов построило хранилище в 1936 году на земле, которую ему передали военные. Согласно стратегическим планам в хранилище должны были переместить золото, хранящееся в приморских городах Нью-Йорк и Филадельфия, так как местность в глубине страны была менее уязвима для вражеского нападения, чем на берегу моря. Первая закладка золота в хранилище произошла в первую половину 1937 года. Вторая была завершена в 1941 году. За этим надзирала Почтовая служба США, всего было заложено около 417 млн тройских унций золота (12 960 метрических тонн), почти две трети всех золотых резервов США.
Во время Второй мировой войны в хранилище с целью безопасности были размещены оригиналы Конституции США, декларации о независимости, статьи Конфедерации, речь президента Линкольна по случаю второй инаугурации и наброски Геттисбергской речи а также библия Гутенберга и иллюстрированная копия Великой хартии вольностей. После войны в хранилище были размещены корона св. Иштвана, запасы опиума и морфина. В настоящее время там хранятся десять 20-долларовых монет 1933 года с двойным орлом, алюминиевый цент 1974 года и двенадцать золотых (22-каратных) долларов Сакагавеи, которые летали на космическом шаттле «Колумбия» (полёт STS-93) в 1999 году.
Хранилище тщательно охраняется. Площадь между ограждениями и его бетонными стенами, облицованными гранитом, заминирована, там лежат кольца колючей проволоки. Территория контролируется видеокамерами с высоким ночным разрешением и микрофонами. Подземный свод сделан из стальных пластин, двутавров и цилиндров, залитых бетоном. Дверь, устойчивая к действию горелки и просверливанию имеет толщину 21 дюйм (53 см) и весит 20 коротких тонн (18 метрических тонн), запирается на временно́й замок с пределом 100 часов и может быть открыта только персоналом хранилища, которые должны набрать разные комбинации.
Посетителей в хранилище не пускают. Хранилище настолько надёжно, что в обиход вошло выражение «надёжно, как Форт-Нокс» — как символ охраны и безопасности.

## История

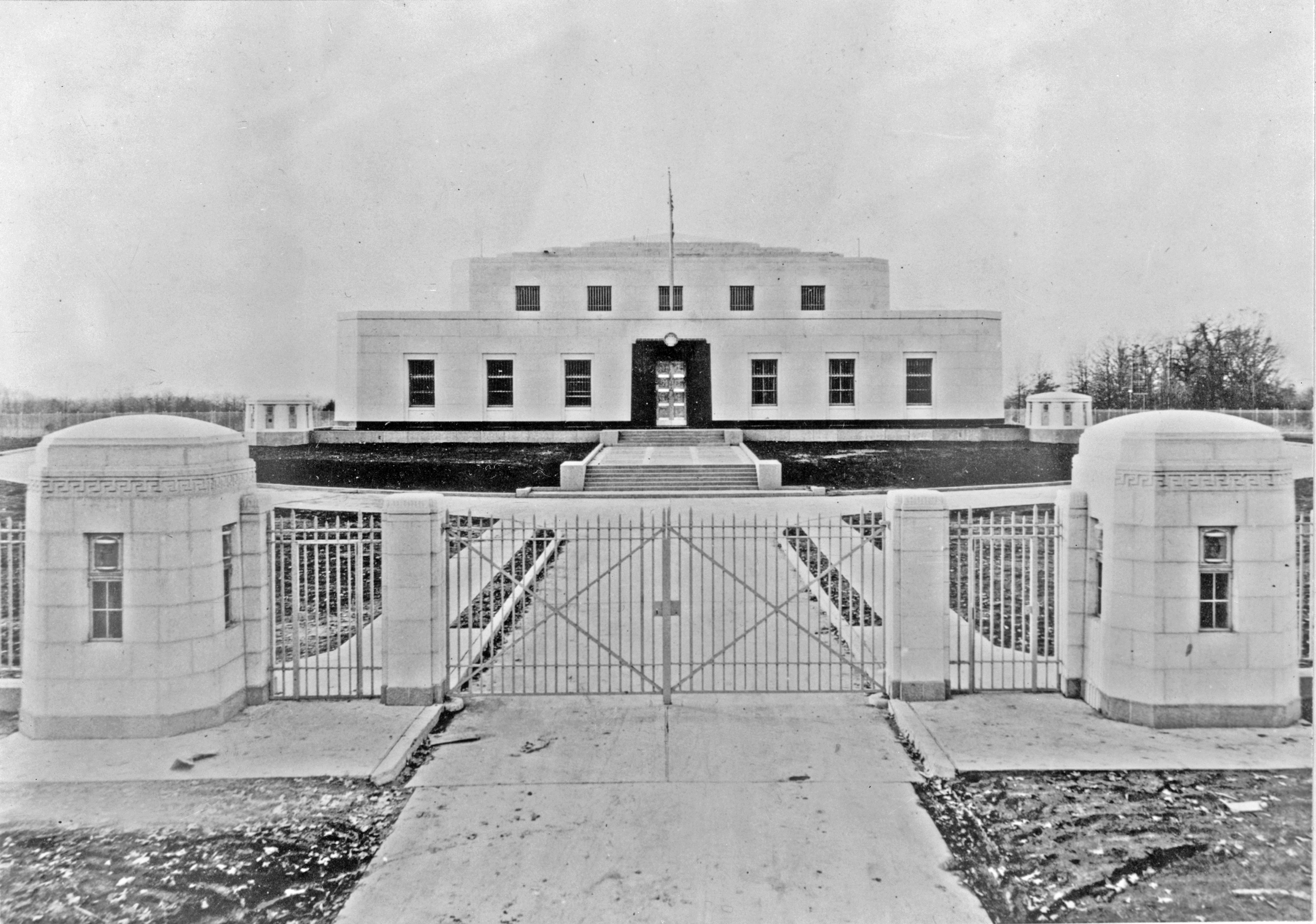
Хранилище золотого запаса США, 1939

В 1988 году здание было внесено в Национальный реестр исторических мест США за свой статус «хорошо известная достопримечательность, на которую часто ссылаются в фактическом и вымышленном контекстах» и за её «исключительную значимость» для «национальной экономической истории». Здание расположено на перекрёстке Миллиардного бульвара (Bullion Boulevard) и дороги золотохранилища (Gold Vault Road).

### Проектирование и строительство
В июне 1935 года Министерство финансов США объявило о своём намерении в кратчайшие сроки построить золотохранилище на территории Форт-Нокса, штат Кентукки с целью разместить там золото, находящееся в управлении проверки (New York City Assay Office) в г. Нью-Йорк и на монетном дворе г. Филадельфия. Это решение соответствовало ранее объявленной политике перемещения золотых резервов из портовых городов в менее уязвимую для вражеского вторжения область в глубине страны. Согласно этой политике партия из около 85,7 млн. тройских унций (2.666 метрических тонн) золота из монетного двора в Сан-Франциско на монетный двор в Денвере. По первоначальным планам хранилище площадью 930 м2 в должно было быть закончено к августу и стоить не больше 450 тыс. долларов (6,6 млн по ценам 2019 года).
Было отмечено несколько военных преимуществ этого расположения. Вражеское наступление с восточного побережья встретило бы серьёзное препятствие для движения войск в то время — Апалачские горы. Место также изолировано от железных и автомобильных дорог, что также замедлило бы военное наступление. Даже полёты к хранилищу через горы считались опасными для лётчиков, незнакомых с местностью. Кроме того, в соседнем форте располагалась единственная полностью оснащённая механизированная кавалерийская часть армии США, которая могла быть быстро развёрнута для защиты хранилища.
В 1936 году министерство финансов приступило к строительству на землях, переданных ему от военных. В декабре строительство было закончено, стоимость составила 560 тыс. долларов (эквивалент 8,3 млн долларов в 2019 году).

### Начальные перевозки золота

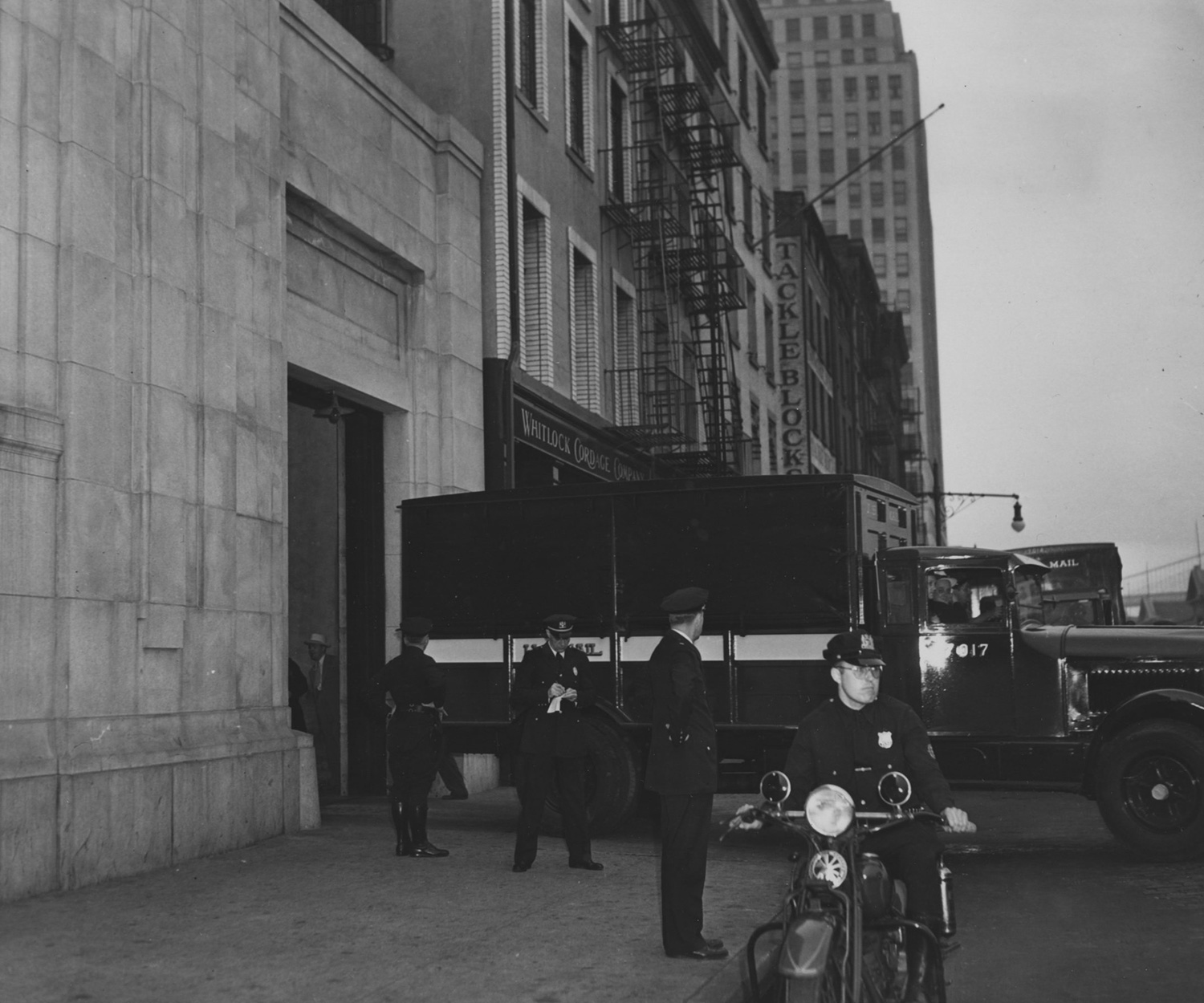
Почтовые фургоны с грузом золота покидают Управления проверки в Нью-Йорке, 1941 год.

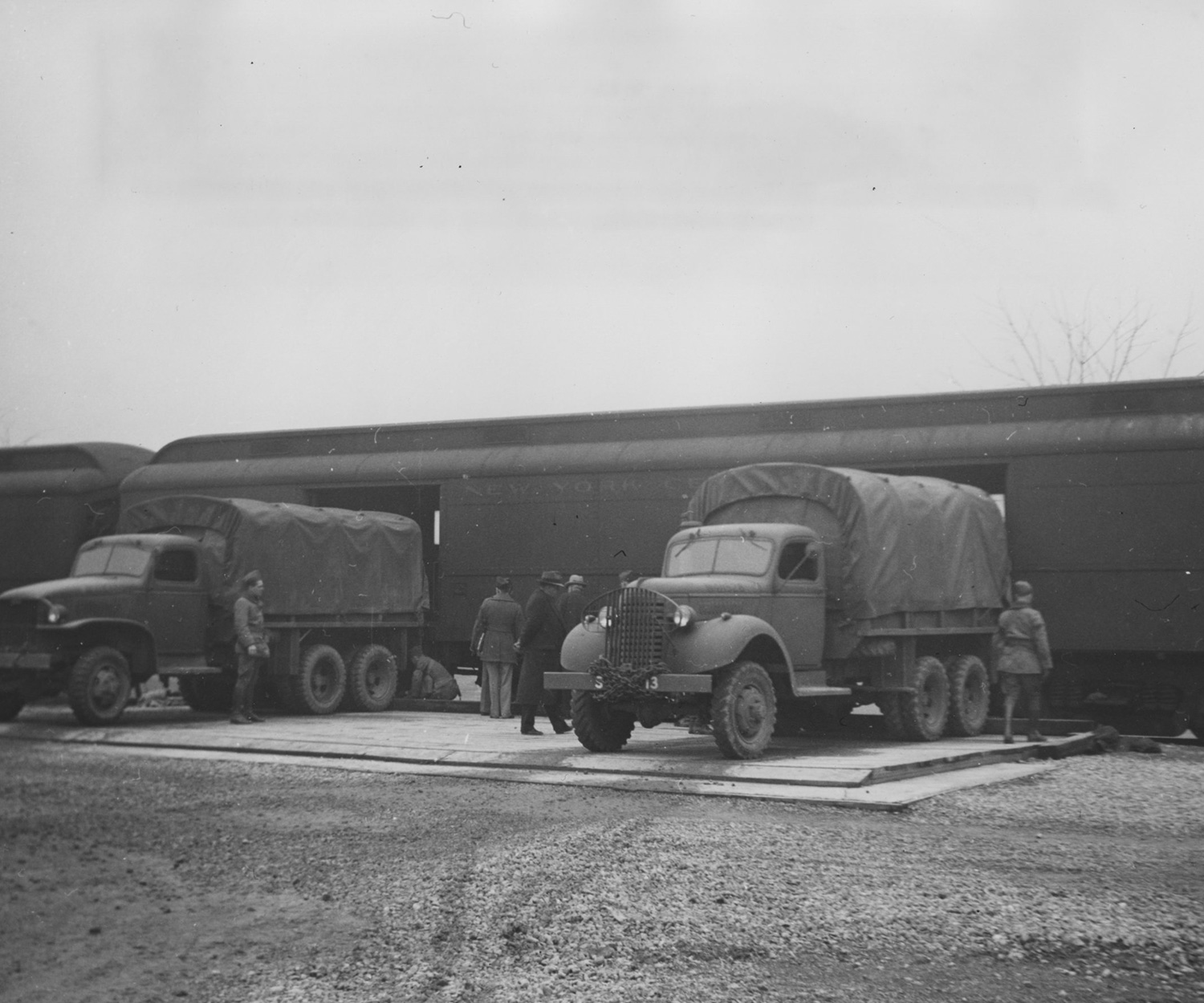
Армейские грузовики готовы к загрузке золота из поезда, 1941 год.

Первые перевозки золота проходили еженедельно в период с 11 января до 17 июня 1937 года под надзором Почтовой службы США. Золото доставлялось из управления проверки в Нью-Йорке и монетного двора в Филадельфии на поездах, почтовых фургонах с эскортом муниципальной полиции. Солдаты, агенты Секретной службы, охранники монетного двора сопровождали почтовых служащих в бронированных вагонах. Были задействованы поезда-приманки. Золото перегружали из поездов на армейские грузовики под охраной солдат, вооружённых бронебойными пулями и пулемётами. Грузовики до хранилища сопровождали боевые машины Первого кавалерийского полка. Почтовая служба выставила счёт министерству финансов за перевозку ящиков и золота по тарифу четвёртого класса с дополнительными страховыми сборами.
В ходе начальных перевозок в Форт-Нокс было доставлено 157,82 млн тройских унций (4909 метрических тонн), всего 44,84 % от всех золотых резервов США, насчитывавшего в то время 351,9 млн тройских унций (10 947 метрических тонн). Перевозки заняли пять месяцев, было задействовано 39 поездов из 215 вагонов.
1 марта 1941 года министр финансов Генри Моргентау объявил о завершении новой перевозки из 258,7 млн тройских унций (8048 метрических тонн) золота из Управления проверки Нью-Йорка в хранилище. По завершении перевозки в хранилище оказалось 416,56 млн тройских унций (12 956 метрических тонн) золота, 65,58 % от всех золотых резервов США, насчитывавшего в то время 635,2 млн тройских унций (19 757 метрических тонн). Перевозки начались в июле 1940 года, под надзором Почтовой службы и заняли семь месяцев, было задействовано 45 поездов из 337 вагонов.

### Рост золотых резервов США
Строительство и начальная работа в хранилище совпали со временем необычайного беспримерного роста общих золотых резервов США со 194 млн тройских унций (6019 метрических тонн) в конце 1933 года до 503 млн тройских унций (15 641 метрической тонны) к концу 1939 года. Причинами роста стали девальвация доллара в 1934 году с переоценкой стоимости золота, что подстегнуло мировое производство золота, политические неурядицы в Европе, что породило бегство капитала в США и программы перевооружения в Европе, что увеличило чистый товарный экспорт из США.
Безусловно, большая часть золота, обеспечившего рост запасов, 277 млн тройских унций (8620 метрических тонн) пришло из-за рубежа. В это число вошли 174 млн тройских унций (5421 метрическая тонна) поставок из иностранных шахт (в основном из Южной Африки), 89 млн тройских унций (2755 метрических тонн) из резервов иностранных центральных банков (в основном из Франции и Великобритании) а также из других источников, главным образом из частных владений из Индии. Только 6 млн тройских унций (178 метрических тонн) было получено из золота, приобретённого в январе 1934 года согласно программе закупки золота по правительственному указу № 6102 (изъятие золота у частных лиц и учреждений, кроме небольшого количества золотых монет и слитков) и 26 миллионов тройских унций (800 метрических тонн) произведённого из возвращённого лома золота и монет после января.
К концу 1940 года общие резервы министерства финансов, собранные со всех мест выросли до 628,4 млн тройских унций (19 546 метрических тонн) . Это составило около 80 % всемирных золотых резервов. Уровень золотых резервов США достиг пика в октябре 1941 года — 651,4 млн тройских унций (20 262 метрических тонн), к концу года число составило 649,6 млн тройских унций (20 206 метрических тонн).

### Исторические документы

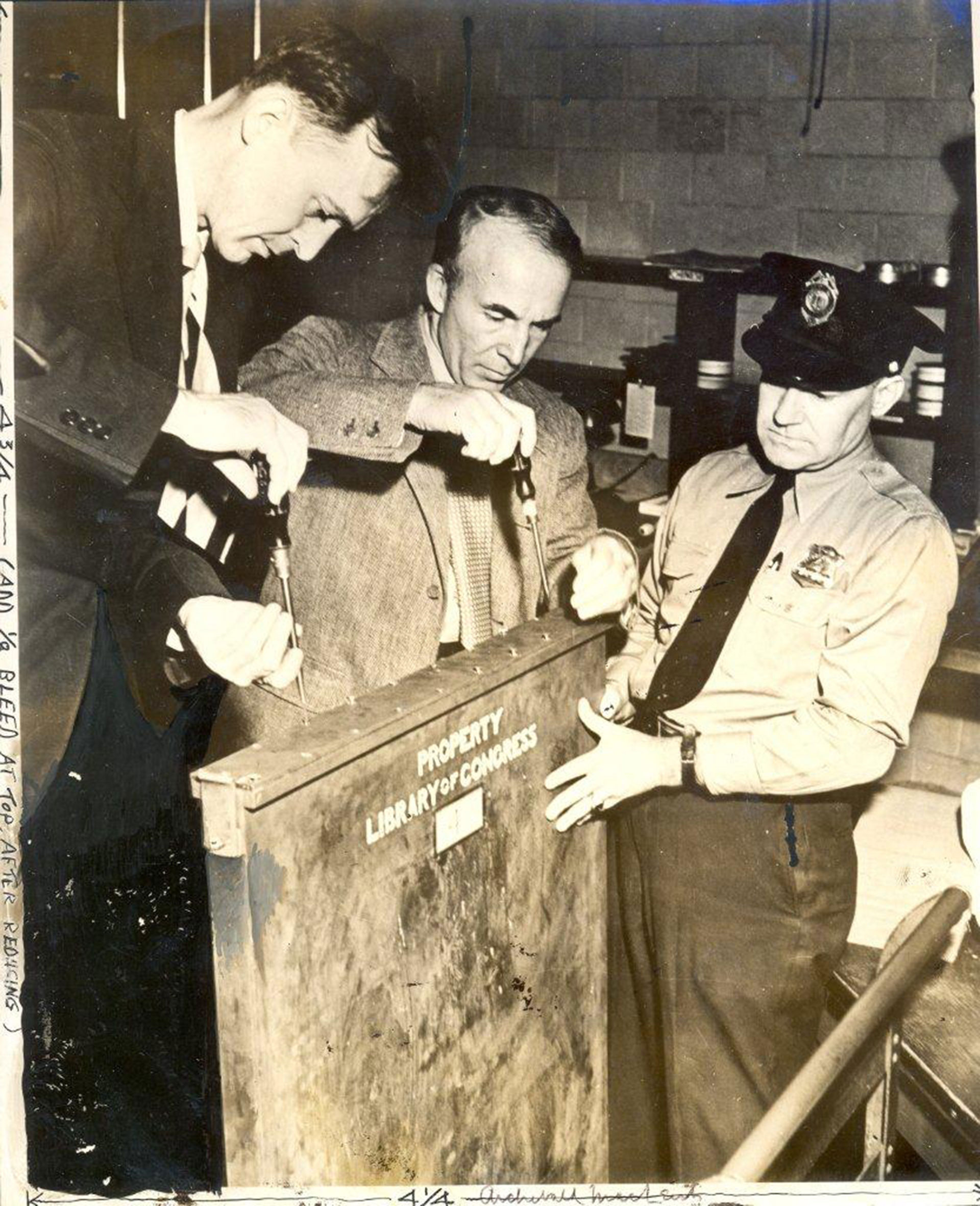
Арчибальд Маклиш распаковывает декларацию независимости и конституцию США после их возвращения в библиотеку Конгресса в октябре 1944 года.

Когда должность библиотекаря Конгресса в 1939 году занял Арчибальд Маклиш, он выразил беспокойство за сохранность драгоценных экспонатов библиотеки. Во время битвы за Англию летом и осенью 1940 года Маклиш обратился к Геологической службе США чтобы ему указали подземное хранилище для «ценных картин и книг» «на разумном расстоянии от Вашингтона». В декабре 1940 года он отдал распоряжение подчинённым создать детальный каталог наиболее незаменимых объектов Библиотеки Конгресса и указать размеры хранилища для них. Основное внимание было уделено объектам «считающимся наиболее важными для истории демократии».
Когда стало ясным, что Конгресс не будет финансировать строительство отдельного здания, Маклиш приступил к поискам других вариантов. 30 апреля 1941 года он обратился с просьбой к министру финансов предоставить несколько тысяч куб. футов в Форт-Ноксе для наиболее важных объектов библиотеки. Министр ответил на просьбу, предоставив библиотеке десять куб. футов. В июле, когда опись была составлена, определилось что для хранения уникальных и незаменимых экспонатов библиотеки требуется более 40 тыс. куб. футов и первоначальное предложение министра было расширено до 60,3 куб. футов.
Маклиш определил приоритетные экспонаты для перевозки в Форт-Нокс: оригинальная запись Конституции США, декларации независимости, вторая инаугурационная речь Линкольна (оригинал рукописи), Геттисбергская речь Линкольна (первый и второй рукописные черновики), библия Гутенберга (копия аббатств св. Власия и св. Павла), статьи Конфедерации (оригинал рукописи) и копия Великой хартии вольностей Линкольнского собора, которую США получили на время всемирной выставки 1939 года в Нью-Йорке. Экспонаты были упакованы в ящики и отправлены поездом в хранилище 26 декабря 1941 года.
Поскольку хранилище было неуязвимо для бомбардировок, в нём не было контроля климата и документы были уязвимы для температуры, влажности и насекомых. Поэтому были приняты специальные меры предосторожности. Экспонаты были закрыты в бронзовых контейнерах, которые нагревали в течение шести часов чтобы удалить влагу. Затем контейнеры были замотаны минеральной ватой и помещены в деревянные ящики, залитые свинцом. В хранилище были установлены воздушные кондиционеры и поглотители влажности, часто проводились проверки. В мае 1942 года была проведена реставрация декларации. В апреле 1943 года декларация и конституция были отправлены для выставки на открытии мемориала Джефферсона, после чего возвращены в хранилище. 1 октября 1944 года все экспонаты были возвращены в библиотеку Конгресса. Копия великой хартии вольностей была возвращена в Англию после войны, в январе 1946 года.

### Другие ценности

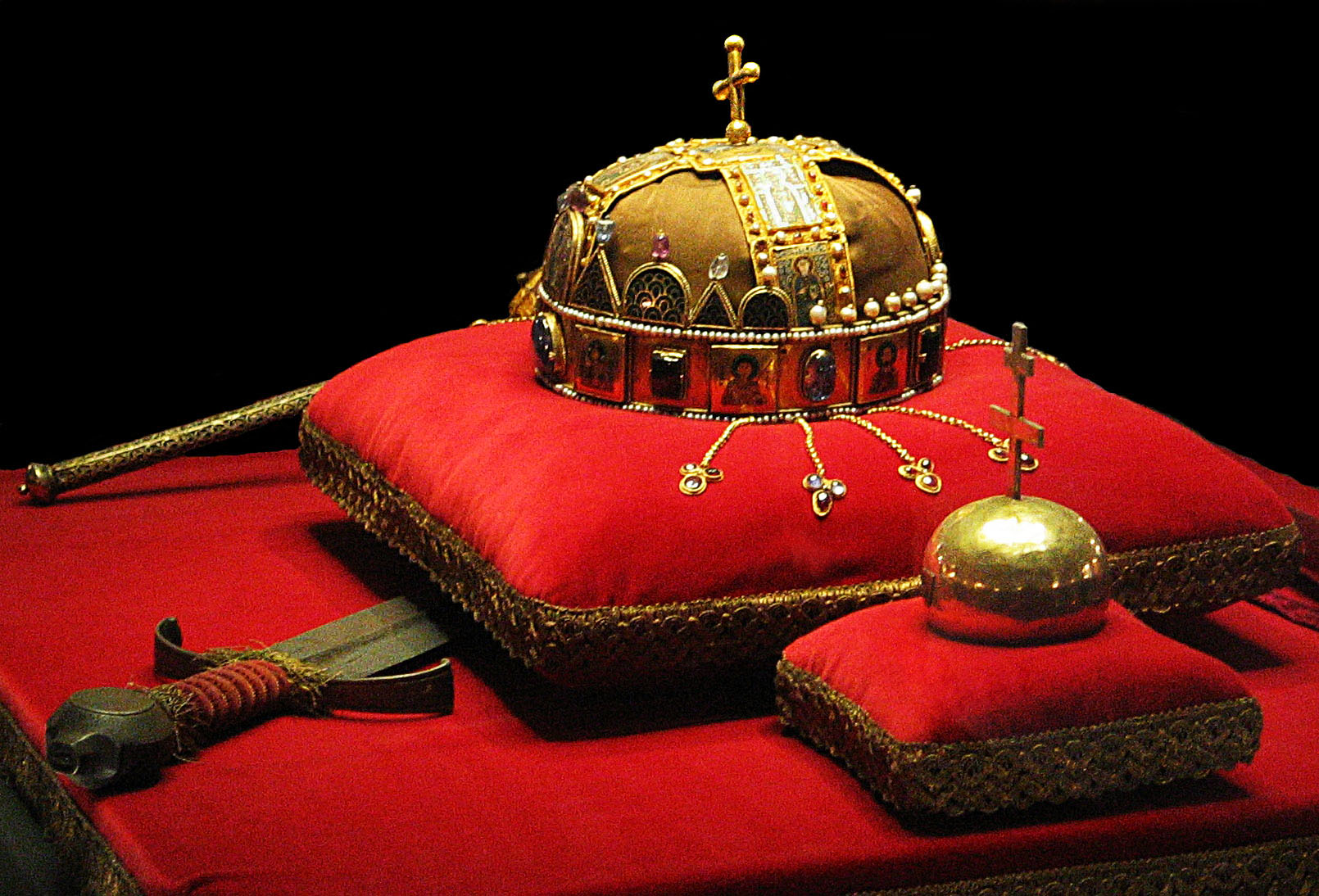
Корона меч и держава Венгрии.

После Второй мировой войны в хранилище разместили корону св. Иштвана и другие венгерские королевские драгоценности, включая золотой скипетр, державу и расшитую золотом мантию, переданные американским военным властям членами королевской венгерской гвардии, опасавшихся что регалии попадут в руки СССР. Несколько лет сокровища находились в Германии на хранении американцев, после чего были перевезены в Форт-Нокс, а в 1978 году возвращены в Венгрию.
В 1955 году управление по снабжению министерства обороны США приступило к складированию опиума и морфина в хранилище и на монетном дворе Уэст-Пойнта, с целью обеспечить нацию достаточным количеством [наркотических средств] в случае войны или нарушений поставок от ограниченного числа экспортёров мака. В складе накопилось 30 966 кг, что было достаточно для обеспечения всех США легальным болеутоляющим средством на целый год, в случае прекращения поставок. По окончании Холодной войны всё больше стран стали экспортировать концентрированную маковую солому и опасения насчёт перебоев в поставках уменьшились. Однако управление не могло на законной основе продавать свой опиум без одобрения Конгресса. Поэтому в 1993 году оставшийся опиум был переработан в сульфат морфина, с целью продления сроков хранения запасов, поскольку срок годности морфина больше чем у опиума. Согласно ответам службы по связям с общественностью и информационным бюллетеням монетного двора США, полученным по запросу FOIA № 2017-09-205, морфин больше не хранится в хранилище.

## Конструкция здания и меры безопасности

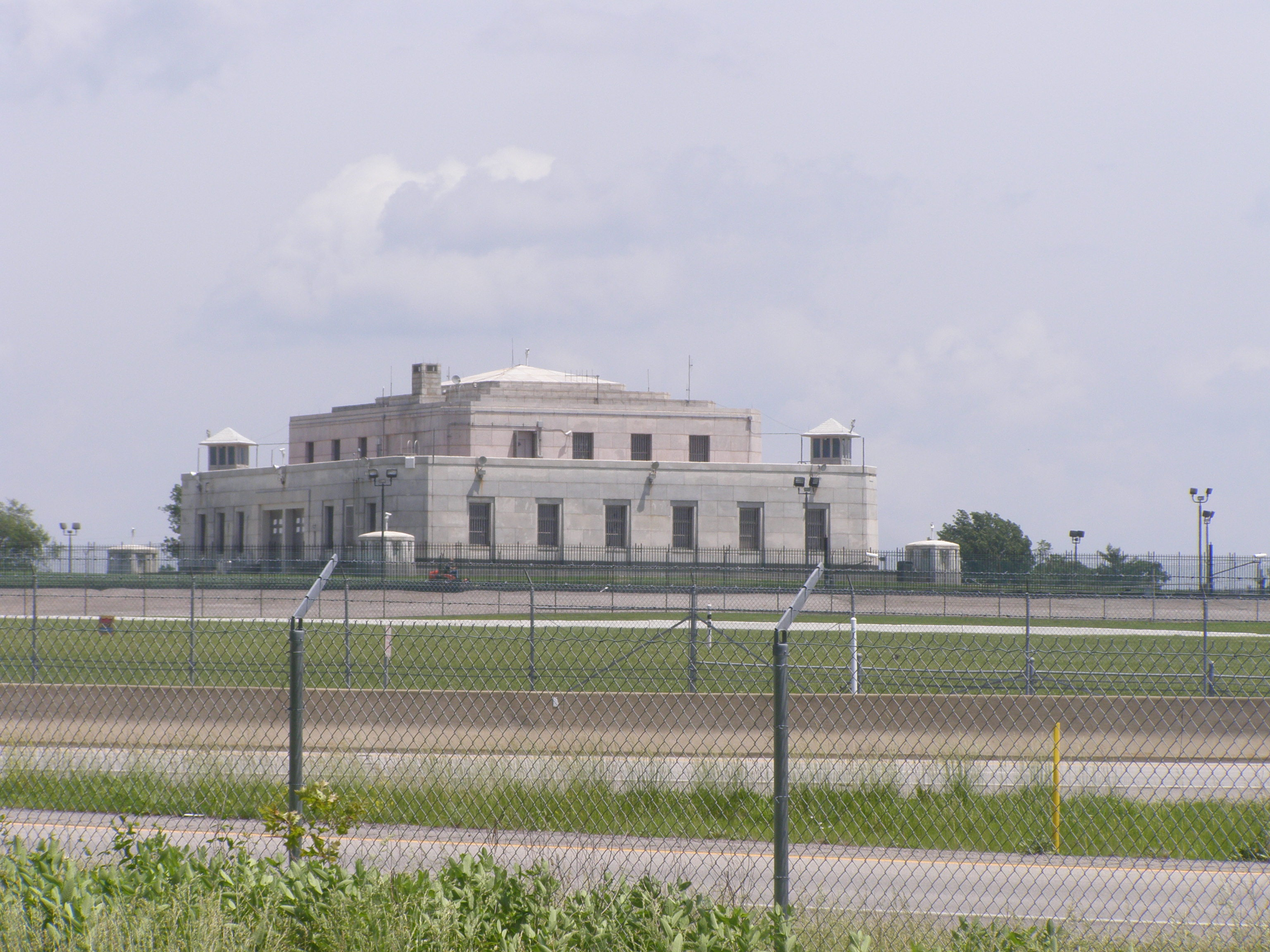
Хранилище золотого запаса США, 2011 год.

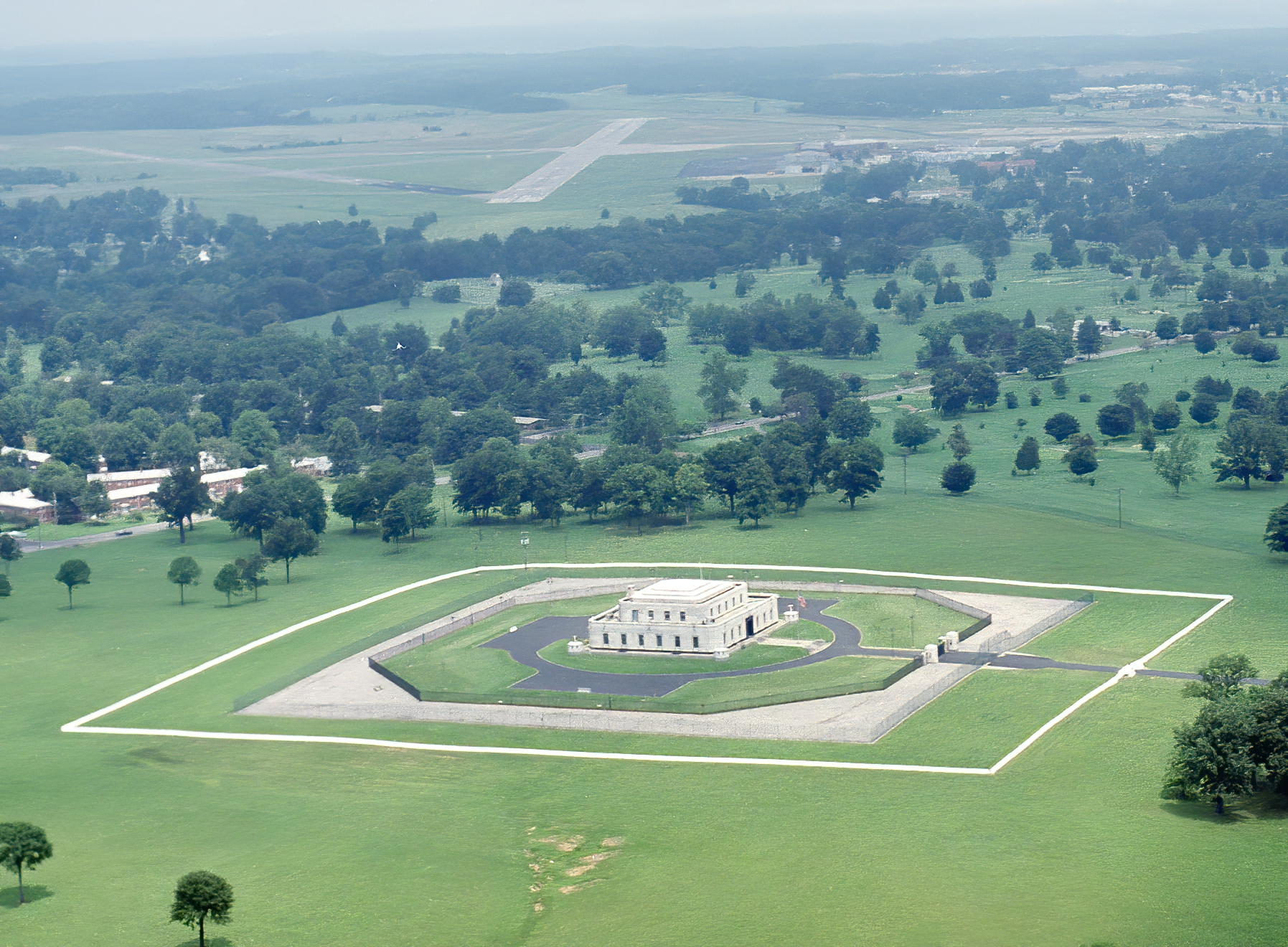
Вид с вертолёта, 1989 год

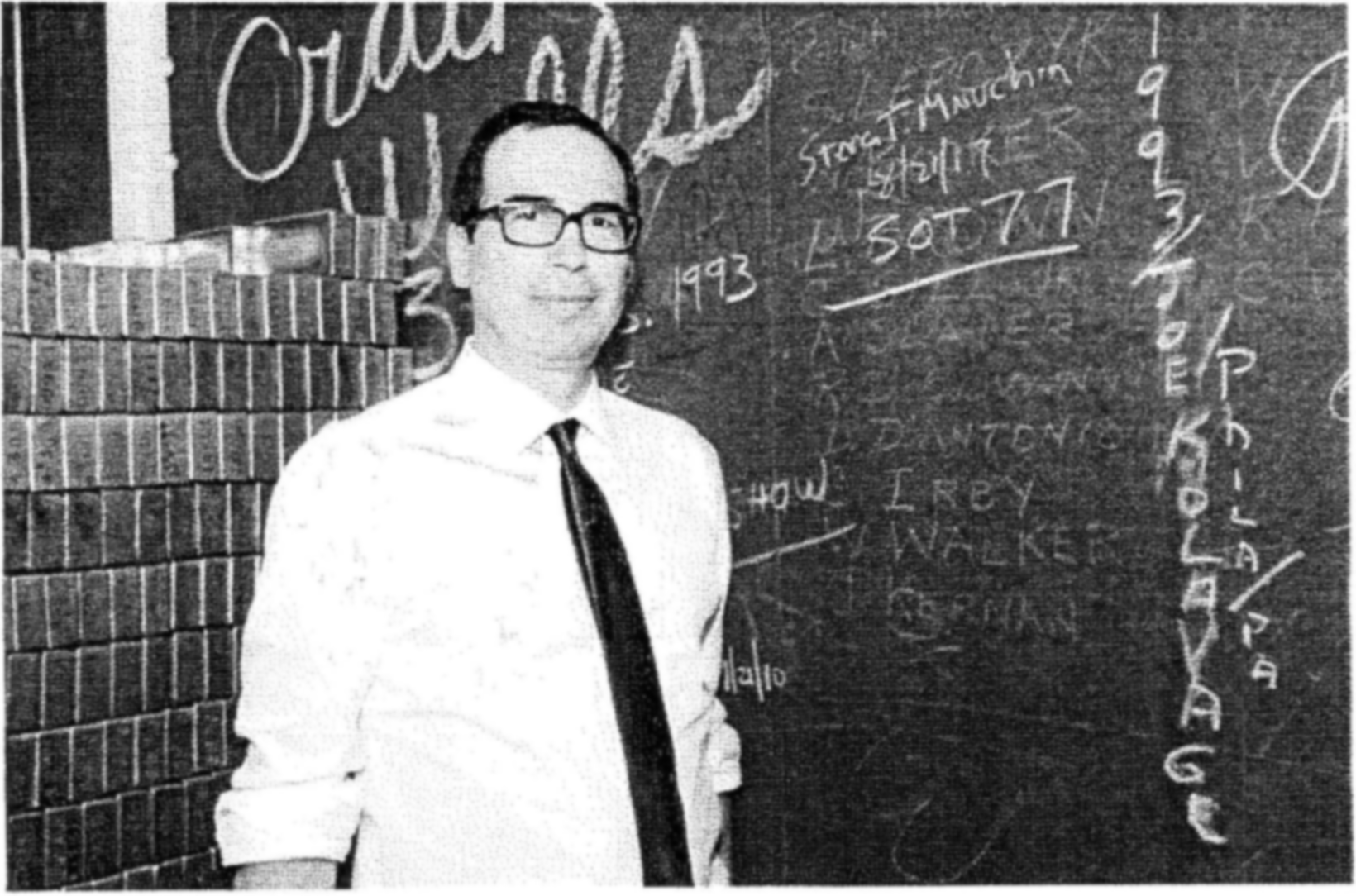
Министр финансов Стивен Мнучин в хранилище, 2017 год.

Здание размерами 32 на 37 метров и 13 м высотой надземной части. Для строительства использовалось 470 м3 гранита (добытом на комплексе Гранитной корпорации Северной Каролины), 3200 м3 бетона, 750 коротких (680 метрических) тонн армированной стали и 670 коротких (610 метрических) тонн конструкционной стали. Внешние стены сделаны из бетона, облицованного гранитом. Рядом с каждым из 4 углов здания находятся помещения охраны. Караульные помещения находятся у входной двери. На мраморной плите над главным входом выбита надпись «United States Depository» (Хранилище США), под ней находится герб министерства финансов США, изготовленный из золота. При входе в вестибюль находятся кабинеты дежурного офицера и капитана охраны. С задней части здания есть другой вход, который используется для получения золота и ценностей.
За стенами этого похожего на крепость строения находится двухэтажное золотохранилище, изготовленное из стальных плит, двутавров и цилиндров, обтянутых обручами и залитых в бетон. Площадь хранилища меньше 370 м2. Оно изготовлено компанией Mosler Safe Company, двери хранилища и аварийного выхода (согласно брошюре компании) толщиной в 53 см и сделаны из наиболее огнеупорного и стойкого к сверлению материала того времени. Главная дверь хранилища весит 20 коротких (18 метрических) тонн, стена хранилища толщиной в 64 см. Дверь хранилища поставлена на временной замок с пределом в 100 часов и редко открывается. Чтобы её открыть служащие хранилища должны одновременно набрать отдельные части комбинации, известные только им.
В нижней части хранилища находится эвакуационный туннель, для тех, кого по недосмотру там закрыли. Его можно открыть только изнутри хранилища, и только когда двери хранилища закрыты и заперты. Туннель выходит в главное здание.
Строение окружено заборами и охраняется полицией Монетного двора США. Площадь между ограждениями и стенами заминирована, там лежат кольца колючей проволоки. Территория контролируется видеокамерами с высоким ночным разрешением и микрофонами. У хранилища есть собственный резервный источник электропитания и водные системы.
Из соображений безопасности посетители не допускаются на территорию хранилища. Известны только три случая посещения хранилища (инспекций) не служащими министерства финансов. Первое посещение совершил президент США Франклин Рузвельт в 1943 году. Второе посещение совершили члены Конгресса США с сотрудниками СМИ 23 сентября 1974 года, делегацию возглавляла директор Монетного двора США Мэри Брукс. Это посещение стало ответом на теорию заговора, распространяемую Питером Дэвидом Битером, что элита США тайком вывезла золото из хранилища и оно в настоящий момент пустое. Третья инспекция хранилища прошла 21 августа 2017 года, в делегацию входили министр финансов США Стивен Мнучин, казначей США Ховита Карранса, глава сенатского большинства, сенатор от Кентукки Митч Макконел, конгрессмен от Кентукки Бретт Гудри и губернатор Кентукки Мэтт Бевин. Согласно твиттеру Мнучина и сообщению по внутренней электронной почте главы полиции Монетного двора США Денниса О’Коннора Мнучин стал первым министром финансов, посетившим хранилище после Джона Уэсли Снайдера в 1948 году.

## Настоящее время

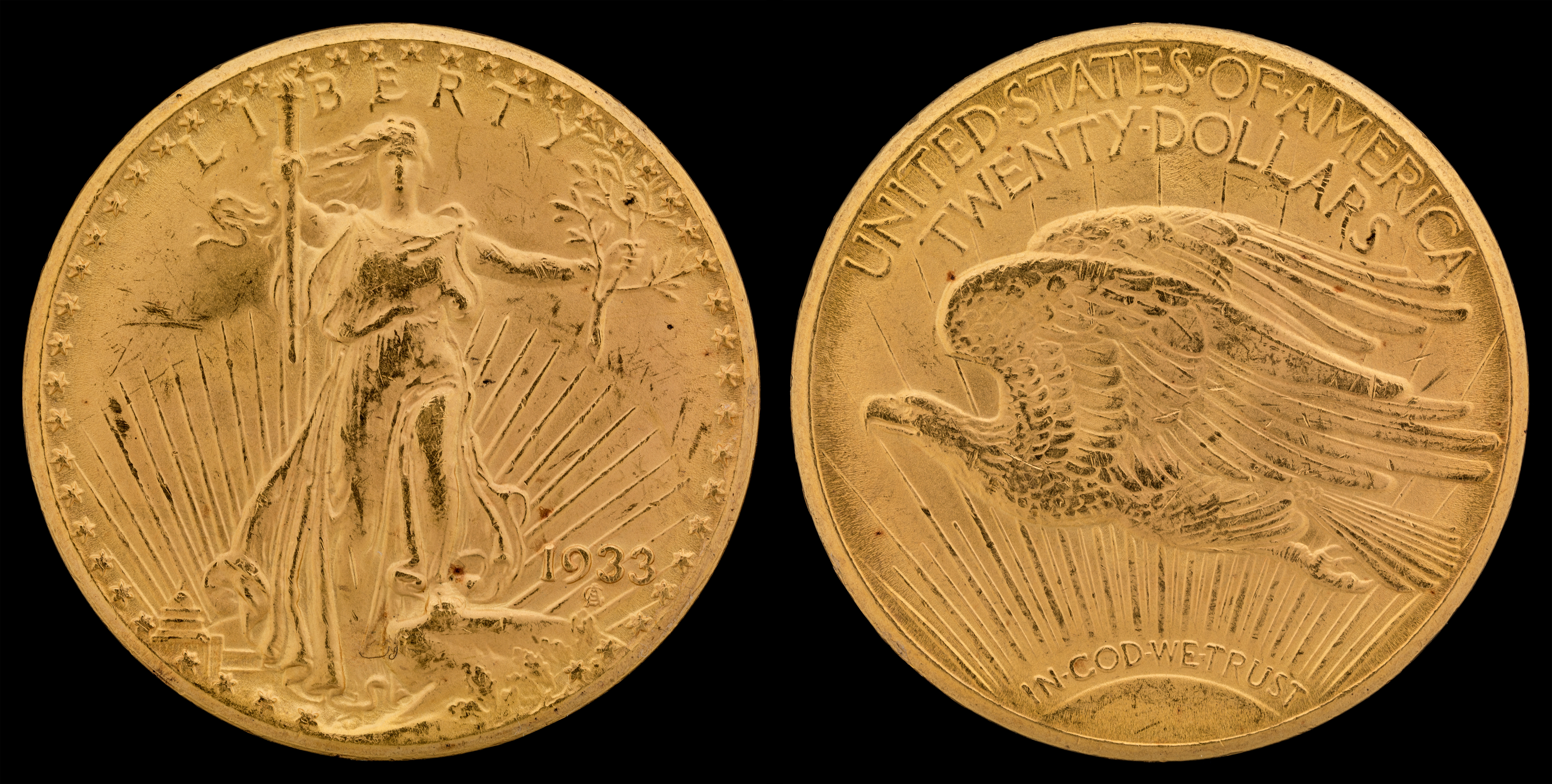
20-долларовые монеты 1933 года с двойным орлом

По состоянию на 31 марта 2020 года в Форт-Ноксе содержится 147,34 млн тройских унций (4583 метрические тонны) золотого резерва. Рыночная стоимость оценивается в 236,4 миллиарда американских долларов, всего это 56,35 % золотого запаса США. В 2017 году золотые резервы США в 8133,5 метрических тонн были сравнимы с совокупными золотыми резервами трёх стран. Следующим по величине владельцем являлась Германия, чьи золотые запасы составляли 3371,0 метрических тонн.
Золотые слитки, находящиеся в хранилище, приблизительно семи дюймов длиной, 3,5 дюйма шириной и 1,75 дюйма толщиной. Каждый из этих слитков содержит эквивалент 400 тройских унций (12,4 кг) чистого золота, хотя они различаются по составу. Слитки Монетного двора содержат как минимум 99,5 % золота, в то время как слитки из переплавленных золотых монет содержат столько золота, сколько было в монетах.
Лондонский список London Good Delivery List 1934 года, опубликованный лондонским рынком золота (предшественник Лондонской ассоциации рынка драгоценных металлов) определил слитки из переплавленных монет как «содержащие от 899 до 901 промилле или от 915½ до 917 промилле, от 350 до 420 унций чистого золота». Эти два уровня пробы отражают состав золотых монет наших дней. Монеты США, изготовленные в 1838—1933 годах, содержат 90 % золота и 10 % меди. Монеты Великобритании содержат 22 доли золота из 24 (91⅔ %). Эти низкие доли золота контрастируют с более чем 99,9 % содержанием золота в золотых инвестиционных монетах, изготовленных в современное время. Старые монеты предназначались для обращения, а новые нет.
В 2011 году комитет по финансовым делам Конгресса США опубликовал полные описи золотых слитков министерства финансов США для подготовки материалов слушаний под названием: «Расследование по золоту H.R. 1495, Закон о прозрачности золотого резерва 2011 года и надзор за золотыми запасами США». Согласно описи, 64 % золотых монет в хранилище характеризуются пробой от 899 до 901; 2 % характеризуются пробой от 901,1 до 915,4; 17 % характеризуются пробой от 915,5 до 917 и 17 % характеризуются пробой большей или равной 995. Среднее значение пробы составляет 916,7.
Кроме золота в хранилище находятся десять 20-долларовых монет 1933 года с двойным орлом, алюминиевый цент 1974 года и двенадцать золотых (22-каратных) долларов Сакагавеи, которые летали на космическом шаттле.

## Репутация

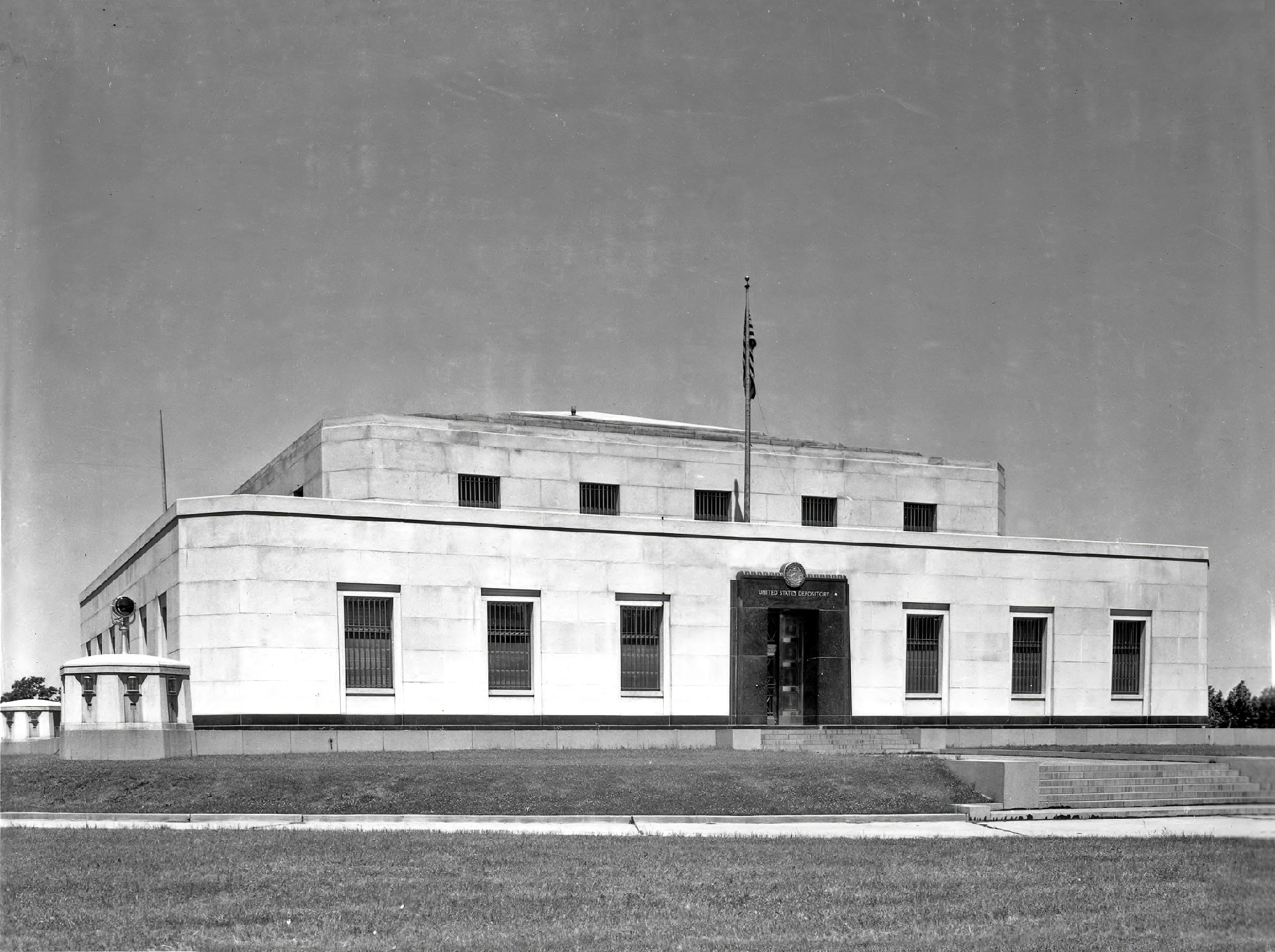
Хранилище в 1968 году, четыре года после фильма «Голдфингер».

Метафора «Надёжен как Форт-Нокс» стала в просторечии символом безопасности и надёжности. Кандидат Элизабет Уоррен на праймериз демократической партии 2020 года прокомментировала на платформе Medium план изготовления машин для голосования заявила: «Наши выборы должны быть безопасны как в Форт-Ноксе. Но вместо этого они менее надёжны, чем ваш аккаунт в Амазоне».
Samsung Knox, инициатива безопасности для мобильных устройств Samsung’s SAFE (Samsung For Enterprise) получила название в честь Форт-Нокса.
В связи с репутацией хранилища проникновение в него отражено во многих произведениях развлекательного жанра: книгах, фильмах, играх, телешоу. Широко известна повесть «Золотой палец» и одноимённый фильм где злодей с такой же фамилией (Голдфингер) крадёт золото из хранилища, а в фильме облучает золото радиацией, чтобы повергнуть в шок рынок ценных металлов. В 1937 году (когда начались первые перевозки золота в хранилище) вышел фильм «Behind the Headlines», где гангстеры выкрали золотой груз из бронированного автомобиля на пути к Форт-Ноксу. В комедийном фильме «Comin' Round the Mountain» 1951 года Эбботт и Костелло, следуя карте сокровищ непреднамеренно проводят подкоп к Форт-Ноксу, где их немедленно арестовывают. В мультфильме «14 Carrot Rabbit» 1952 года кролик Багз Банни обманывает Йоземита Сэма и тот подкапывается под Форт-Нокс, где его также немедленно арестовывают.